# عبدالخالق المختار
عبدالخالق المختار (زادهٔ ۱۹۶۰، بغداد؛ درگذشت ۱۳ آوریل ۲۰۰۹ دمشق) هنرپیشه تئاتر و تلویزیون اهل عراق بود. او در عرصه بازیگری جوایز زیادی دریافت کرده‌است.

## زندگی‌نامه
عبدالخالق المختار در سال ۱۹۶۰ در یک خانواده متوسط و در منطقه حوریه در نزدیکی کاظمین به دنیا آمد. او تحصیلات خود را در دانشکده هنرهای زیبا گذراند و مدرک لیسانس هنرهای نمایشی را با بازیگری و کارگردانی در سال ۱۹۸۲ بدست آورد. او در جنگ ایران و عراق شرکت کرد و از ناحیه پا مصدوم شد. وی بعداً در سال ۱۹۸۹ مدرک کارشناسی ارشد هنرهای نمایشی را از همان آکادمی دریافت کرد. او برنده جوایز متعددی از قبیل «بهترین بازیگر» و «بهترین کارگردان» در عراق و جهان عرب شده بود.

## مرگ
او پس از تحمل طولانی بیماری در ۱۳ آوریل ۲۰۰۹ به علت نارسایی کلیوی در دمشق درگذشت.